# Herrarnas lagtävling i florett vid olympiska sommarspelen 1988
Herrarnas lagtävling i florett i de olympiska fäktningstävlingarna 1988 i Seoul avgjordes den 26-27 september.

## Medaljörer
| Event        | Guld                                                                                              | Silver                                                                                | Brons                                                                  |
| Florett, lag | Sovjetunionen Vladimir Aptsiauri Anvar Ibragimov Boris Koretskij Ilgar Mamedov Aleksandr Romankov | Västtyskland Matthias Behr Thomas Endres Matthias Gey Ulrich Schreck Thorsten Wiedner | Ungern István Busa Zsolt Érsek Róbert Gátai Pál Szekeres István Szelei |

## Laguppställningar
| Kanada - Stephen Angers - Benoît Giasson - Danek Nowosielski - Luc Rocheleau Kina - Lao Shaopei - Liu Yunhong - Ye Chong - Zhang Zhicheng Östtyskland - Aris Enkelmann - Adrian Germanus - Jens Gusek - Jens Howe - Udo Wagner Frankrike - Laurent Bel - Patrick Groc - Youssef Hocine - Patrice Lhotellier - Philippe Omnès Storbritannien - Tony Bartlett - Jonathan Davis - Bill Gosbee - Pierre Harper - Donnie McKenzie | Hongkong - Choy Kam Shing - Lee Chung Man - Tong King King - Weng Tak Fung Ungern - Zsolt Érsek - Pál Szekeres - István Szelei - István Busa - Róbert Gátai Italien - Andrea Borella - Stefano Cerioni - Federico Cervi - Andrea Cipressa - Mauro Numa Japan - Matsuo Azuma - Harunobu Deno - Koji Emura - Yoshihiko Kanatsu - Kenichi Umezawa Kuwait - Khaled Al-Awadhi - Faisal Al-Harshani - Saqer Al-Surayei - Salman Mohamed Polen - Leszek Bandach - Waldemar Ciesielczyk - Piotr Kiełpikowski - Marian Sypniewski - Bogusław Zych | Sydkorea - Hong Yeong-Seung - Kim Seung-Pyo - Kim Yong-Guk - Go Nak-Chun - Lee Yeong-Rok Sovjetunionen - Aleksandr Romankov - Ilgar Mamedov - Vladimer Aptsiauri - Anvar Ibragimov - Boris Koretskj Sverige - Peter Åkerberg - Thomas Åkerberg - Ola Kajbjer - Eric Strand - Per Täckenström USA - Peter Lewison - Dave Littell - Mike Marx - Greg Massialas - George Nonomura Västtyskland - Matthias Gey - Thorsten Weidner - Matthias Behr - Ulrich Schreck - Thomas Endres |